# Desire Me
Desire Me es una película que se basa en la obra teatral de Leonhard Frank titulada Karl and Anna. Antes de su estreno la película era conocida como A Woman of My Own, título con el que fue preestrenada.

## Argumento
Después de la Segunda Guerra Mundial, un exsoldado va a confirmar a una viuda la muerte de su esposo, con el que compartió penurias en un campo de concentración. Cuando conoce a la mujer, se enamora de ella.

## Otros créditos
- Color: Blanco y negro.
- Sonido: Western Electric Sound System.
- Director: Jack Conway, George Cukor, Mervyn LeRoy y Victor Saville. (Curiosamente, ninguno de los cuatro directores que participaron en la producción aparecen en los créditos).
- Dirección artística: Cedric Gibbons y Urie McCleary.
- Montaje: Joseph Dervin
- Asistente de dirección: Jack Greenwood.
- Sonido: Lowell Kinsall y Douglas Shearer.
- Efectos especiales: A. Arnold Gillespie y Warren Newcombe.
- Decorados: Paul Huldschinsky y Edwin B. Willis
- Diseño de vestuario: Irene y Valles.